# Short track alla XXVIII Universiade invernale
Le gare di short track alla XXVIII Universiade invernale si sono svolte dal 5 al 7 febbraio 2017 al Palazzo dello Sport Baluan Sholak di Almaty in Kazakistan.

## Podi

### Uomini
| Evento                      | Oro                                                      | Tempo    | Argento                                                            | Tempo    | Bronzo                                                                           | Tempo    |
| 500 m (dettagli)            | Kim Do-kyoum                                             | 41.175   | Abzal Azhgaliyev                                                   | 41.479   | Denis Nikisha                                                                    | 58.169   |
| 1000 m (dettagli)           | Lim Kyoung-won                                           | 1:28.024 | Park Ji-won                                                        | 1:28.051 | Denis Nikisha                                                                    | 1:28.189 |
| 1500 m (dettagli)           | Park Ji-won                                              | 2:30.622 | Kim Do-kyoum                                                       | 2:30.773 | Nurbergen Zhumagaziyev                                                           | 2:31.287 |
| Staffetta 5000 m (dettagli) | Cina Chen Guang Song Haochen Xu Fu Yu Wei Zhang Hongchao | 7:04.443 | Russia Artem Denisov Andrey Mikhasev Kirill Shashin Timur Zakharov | 7:04.551 | Kazakistan Abzal Azhgaliyev Aidar Bekzhanov Denis Nikisha Nurbergen Zhumagaziyev | 7:13.799 |

### Donne
| Evento                      | Oro                                                                         | Tempo    | Argento                                                     | Tempo    | Bronzo                                                                                     | Tempo    |
| 500 m (dettagli)            | Zang Yize                                                                   | 44.015   | Xu Aili                                                     | 44.124   | Kim A-lang                                                                                 | 44.191   |
| 1000 m (dettagli)           | Son Ha-kyung                                                                | 1:33.858 | Xu Aili                                                     | 1:34.013 | Ayame Nakano                                                                               | 1:36.248 |
| 1500 m (dettagli)           | Son Ha-kyung                                                                | 2:34.591 | Kim A-lang                                                  | 2:35.010 | Moemi Kikuchi                                                                              | 2:35.251 |
| Staffetta 3000 m (dettagli) | Corea del Sud Kim A-lang Hwang Hyun-sun Noh Do-hee Son Ha-kyung Kang Ji-hee | 4:13.630 | Cina Sun Yingying Zang Yize Xu Aili Zhang Xiyang Sun Xinlin | 4:13.808 | Kazakistan Kim Iong-a Anastassiya Krestova Madina Zhanbussinova Anita Nagay Olga Tikhonova | 4:18.369 |

## Medagliere
| Pos.   | Nazione       | Oro | Argento | Bronzo | Totale |
| ------ | ------------- | --- | ------- | ------ | ------ |
| 1      | Corea del Sud | 6   | 3       | 1      | 10     |
| 2      | Cina          | 2   | 3       | 0      | 5      |
| 3      | Kazakistan    | 0   | 1       | 5      | 6      |
| 4      | Russia        | 0   | 1       | 0      | 1      |
| 5      | Giappone      | 0   | 0       | 2      | 2      |
| Totale | Totale        | 8   | 8       | 8      | 24     |